# Łubianka (gmina)
Pour les articles homonymes, voir Łubianka.
Łubianka est une gmina rurale du powiat de Toruń, Couïavie-Poméranie, dans le centre-nord de la Pologne. Son siège est le village de Łubianka, qui se situe environ 14 km au nord-ouest de Toruń.
La gmina couvre une superficie de 84,64 km2 pour une population de 5 734 habitants.

## Géographie
La gmina est bordée par les gminy de Chełmża, Papowo Biskupie, Płużnica et Stolno.

## Villages
La gmina de Łubianka comprend douze villages et localités : Bierzgłowo, Biskupice, Brąchnowo, Dębiny, Łubianka, Pigża, Przeczno, Warszewice, Wybcz, Wybczyk, Wymysłowo et Zamek Bierzgłowski.